# معركة اوريسكاني
كانت معركة اوريسكاني (بالإنجليزية: Battle of Oriskany)‏ بمثابة مشاركة مهمة لحملة ساراتوجا في الحرب الثورية الأمريكية، وواحدة من أكثر المعارك دموية في الصراع بين المستعمرات وبريطانيا العظمى. في 6 أغسطس 1777، نصب حزب من الموالين وعدة مئات من الحلفاء الأصليين في عدة دول كمينًا لحزب عسكري أمريكي كان يسير لتخفيف حصار حصار ستانويكس. كانت هذه واحدة من المعارك القليلة التي كان غالبية المشاركين فيها من الأمريكيين. قاتل المتمردون وأونيداس المتحالفون ضد الموالين وحلفاء الإيروكوا في غياب الجنود النظاميين البريطانيين. كان هناك أيضًا مفرزة من الهسيين في القوة البريطانية، بالإضافة إلى الهنود الغربيين بما في ذلك أفراد من شعب ميسيسوجا.
وصلت قوة إغاثة باتريوت إلى وادي الموهوك تحت قيادة الجنرال نيكولاس هيركيمير وبلغ عددها حوالي 800 رجل من ميليشيا مقاطعة تريون بالإضافة إلى مجموعة من حوالي 60 من محاربي أونيدا. أذن القائد البريطاني باري سانت ليجير باعتراض قوة تتألف من مفرزة هاناو جاغر (مشاة خفيفة)، فوج الملك السير جون جونسون الملكي في نيويورك، الحلفاء الهنود من الدول الست، ولا سيما الموهوك وسينيكاس والقبائل الأخرى في الشمال والغرب، وقسم رينجرز الهندي، بإجمالي 450 رجلاً على الأقل.
نصب الموالون والهنود كمينًا لقوة هيركيمير في واد صغير على بعد ستة أميال (10 كم) شرق حصن ستانويكس، بالقرب من قرية أونيدا في أوريسكانى، نيويورك. أصيب هيركيمير بجروح قاتلة، وكلفت المعركة باتريوت ما يقرب من 451 ضحية، بينما فقد الموالون والهنود ما يقرب من 150 قتيلًا وجريحًا. لا تزال نتيجة المعركة غامضة. تأثر انتصار الموالين الظاهر بشكل كبير بطلعة جوية من فورت ستانويكس حيث تم نهب المعسكرات الموالية، مما أضر بالمعنويات بين الهنود المتحالفين.
كانت المعركة أيضًا بمثابة بداية حرب بين الإيروكوا، حيث تحالف محاربو أونيدا تحت قيادة العقيد لويس وهان يري مع القضية الأمريكية. تحالفت معظم قبائل الإيروكوا الأخرى مع البريطانيين، وخاصة قبائل الموهوك والسينيكاس. كانت كل قبيلة شديدة اللامركزية، وكانت هناك انقسامات داخلية بين عصابات أونيدا، وبعضهم هاجر أيضًا إلى كندا كحلفاء للبريطانيين. يُعرف الموقع في روايات إيروكوا الشفوية بأنه «مكان حزن كبير».

## خلفية
في يونيو 1777، شن الجيش البريطاني، بقيادة الجنرال «جنتلمان جوني» بورغوين، هجومًا ذا شقين من كيبيك. كان هدف بورغوين هو فصل نيو إنجلاند عن المستعمرات الأخرى من خلال السيطرة على وادي هدسون في نيويورك. جاء الزخم الرئيسي جنوبا عبر بحيرة شامبلين تحت قيادة بورغوين. وقاد اللفتنانت كولونيل باري سانت ليجيه الدفعة الثانية وكان الهدف منه النزول إلى وادي موهوك ومقابلة جيش بورغوين بالقرب من ألباني.
تألفت بعثة سانت ليجر الاستكشافية من حوالي 1800 رجل كانوا مزيجًا من النظاميين البريطانيين، هيسيان جاغرز من هاناو، الموالون، رينجرز، والهنود من عدة قبائل، بما في ذلك الموهوك وسينيكا من الإيروكوا. سافروا عبر نهر سانت لورانس وعلى طول شاطئ بحيرة أونتاريو إلى نهر أوسويغو، الذي صعدوا إليه للوصول إلى أونيدا كاري في روما، نيويورك. بدأوا في محاصرة حصن ستانويكس، وهو موقع للجيش القاري يحرس الميناء.

## مقدمة
تم تحذير رئيس لجنة السلامة في مقاطعة تريون، نيكولاس هيركيمير، من هجوم بريطاني محتمل على طول نهر الموهوك، وأصدر إعلانًا في 17 يوليو يحذر فيه من نشاط عسكري محتمل ويحث الناس على الرد إذا لزم الأمر. حذره حلفاء أونيدا في 30 يوليو من أن البريطانيين كانوا على بعد أربعة أيام فقط من حصن ستانويكس، وأطلق دعوة لحمل السلاح. بلغ إجمالي القوة 800 فرد من ميليشيا مقاطعة تريون المكونة بشكل أساسي من مزارعين غير مدربين تدريباً جيداً وكانوا من أصل ألماني بالاتيني. انطلقوا في 4 أغسطس وعسكروا بالقرب من قرية أونيدا في أوريسكا في 5 أغسطس. وانسحب عدد من الميليشيات من الصف بسبب افتقارهم للتكييف، ولكن تم تعزيز قوات هيركيمير من قبل سرية مكونة من 60 إلى 100 من محاربي أونيدا. بواسطة هان ييري، مؤيد قوي لقضية باتريوت. في ذلك المساء، أرسل هيركيمير ثلاثة رجال نحو الحصن مع رسائل لقائد الحصن الكولونيل بيتر غانسيفورت. كان جانسيفورت يشير إلى استلام الرسالة بثلاث طلقات مدفع ثم طلعة جوية لمواجهة العمود المقترب. ومع ذلك، واجه السعاة صعوبة في المرور عبر الخطوط البريطانية، ولم يسلموا الرسالة حتى وقت متأخر من صباح اليوم التالي، بعد أن كانت المعركة جارية بالفعل.

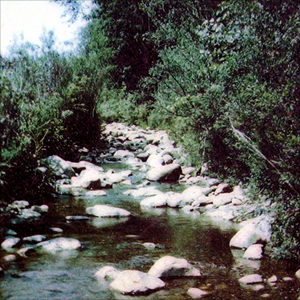
موقع الكمين في الخور الدموي، نيويورك

علم سانت ليجيه في 5 أغسطس أن هيركيمر ورحلته الاستكشافية كانت في طريقهما من رسول أرسلته مولي برانت إلى شقيقها جوزيف برانت، قائد الموهوك الذي قاد جزءًا من فرقة «الهنود» في سانت ليجير. أرسل سانت ليجيه مفرزة من المشاة الخفيفة من السير جون جونسون الملكي يوركرز نحو الموقع في ذلك المساء لمراقبة موقف هيركيمر، وتبعه برانت في وقت مبكر من صباح اليوم التالي مع حوالي 400 هندي و بتلر رينجرز. كان العديد من الهنود مسلحين بالبنادق، بينما كان الآخرون يحملون أسلحة التوماهوك والرماح فقط.

## المعركة
عقد هيركيمير مجلسا حربيا في صباح 6 أغسطس. كان يريد الانتظار لأنه لم يسمع الإشارة المتوقعة من الحصن، لكن قادته ضغطوا عليه للاستمرار، واتهموه بأنه من حزب المحافظين لأن شقيقه كان يخدم تحت قيادة القديس. ليجر. لقد لسع من الاتهامات وراجع، وأمر العمود بالسير نحو ستانويكس.
على بعد حوالي ستة أميال (9.6 كم) من الحصن، انخفض الطريق أكثر من 50 قدمًا (15 مترًا) في واد مستنقعي مع وجود جدول في أسفله يبلغ عرضه حوالي ثلاثة أقدام. اختار زعماء سينيكا ساينكوراختا وكورن بلانتر هذا المكان لنصب كمين؛ انتظر ملك يوركيون الملك خلف ارتفاع قريب، واختبأ الهنود على جانبي الوادي. كانت الخطة لأهل يورك أن يوقفوا رأس العمود، وبعد ذلك سيهاجم الهنود الطابور الممتد. في حوالي الساعة العاشرة صباحًا، نزل عمود هيركيمير إلى الوادي، وعبر الجدول، وبدأ في الصعود إلى الجانب الآخر مع هيركيمير على ظهور الخيل بالقرب من المقدمة.

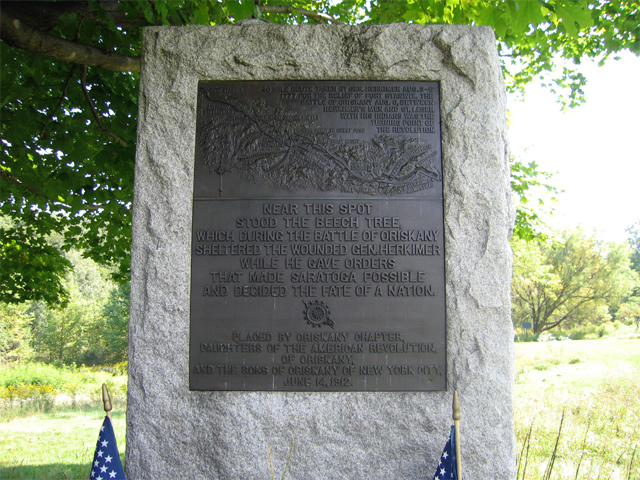
نصب تذكاري يشير إلى موقع الشجرة التي أُخذت هيركيمير إليها

على عكس الخطة، فتح الهنود الذين كانوا ينتظرون النار في مؤخرة العمود وأخذوا العمود على حين غرة. كان الكولونيل إبينيزر كوكس يقود الفوج الأول (منطقة كاناجوهري)، وتم إطلاق النار عليه من على حصانه وقتل في التسديدة الأولى. أدار هيركيمر حصانه ليرى الحركة وضربته كرة حطمت ساقه وقتلت الحصان. حمله العديد من ضباطه إلى شجرة زان وحثوه على التقاعد من خطر آخر. أجاب بتحد: «سأواجه العدو»، وجلس بهدوء متكئًا على الشجرة وهو يدخن غليونًا ويعطي التوجيهات وكلمات التشجيع للرجال القريبين.
تم نثر المصيدة في وقت مبكر جدًا وأجزاء من العمود، التي يبدو أنها غير قادرة على احتواء نفسها بعد الآن، لم تدخل الوادي بعد. أصيب معظم هؤلاء الرجال بالذعر وهربوا. قام بعض الهنود المهاجمين بملاحقتهم، مما أدى إلى سقوط سلسلة من القتلى والجرحى امتدت لعدة أميال. بين خسارة العمود الخلفي وأولئك الذين قتلوا أو أصيبوا في الضربات الأولية، من المحتمل أن نصف رجال هيركيمير فقط كانوا يقاتلون بعد 30 دقيقة من المعركة. انتظر بعض المهاجمين الذين لم يكونوا مسلحين بالبنادق وميض نيران مسدس الخصم قبل الاندفاع للهجوم باستخدام توماهوك. كان المحارب الموهوك لويس أتاياتارونغتا يقاتل مع رجال هيركيمير، وأطلق النار على أحد الأعداء الذين كانت نيرانهم دقيقة بشكل مدمر، مشيرًا إلى أنه «في كل مرة يقوم فيها يقتل أحد رجالنا».
احتشد رجال هيركيمير في النهاية، وشقوا طريقهم للخروج من الوادي إلى القمة الواقعة إلى الغرب. كان جون جونسون قلقًا بشأن تماسك الميليشيا، لذلك عاد إلى المعسكر البريطاني وطلب بعض التعزيزات من سانت ليجيه، وعاد مع 70 رجلاً. تسببت عاصفة رعدية في توقف القتال لمدة ساعة، أعاد هيركيمير خلالها تجميع ميليشياته على الأرض المرتفعة. أمر رجاله بالقتال في أزواج. بينما أطلق أحدهم النار وأعيد تحميله، انتظر الآخر ثم أطلق النار فقط إذا هوجم. كان عليهم الاحتفاظ بسلاح واحد على الأقل محملاً في جميع الأوقات لتقليل فعالية هجمات توماهوك.
استغرق الحارس جون بتلر بعض الوقت خلال العاصفة الرعدية لاستجواب بعض الأسرى، وبالتالي تعرف على إشارة المدافع الثلاثة. وصلت جونسون وتعزيزاته، وأقنعهم بتلر بقلب معاطفهم من الداخل إلى الخارج للتنكر في هيئة حفلة إغاثة قادمة من الحصن. عندما استؤنف القتال، انضم جونسون وبقية أفراد العائلة المالكة إلى المعركة، لكن كابتن باتريوت جاكوب جاردينير تعرف على وجه جار مخلص. استمر القتال عن كثب لبعض الوقت، وغالباً ما كان يدًا بيد بين رجال كانوا من الجيران.

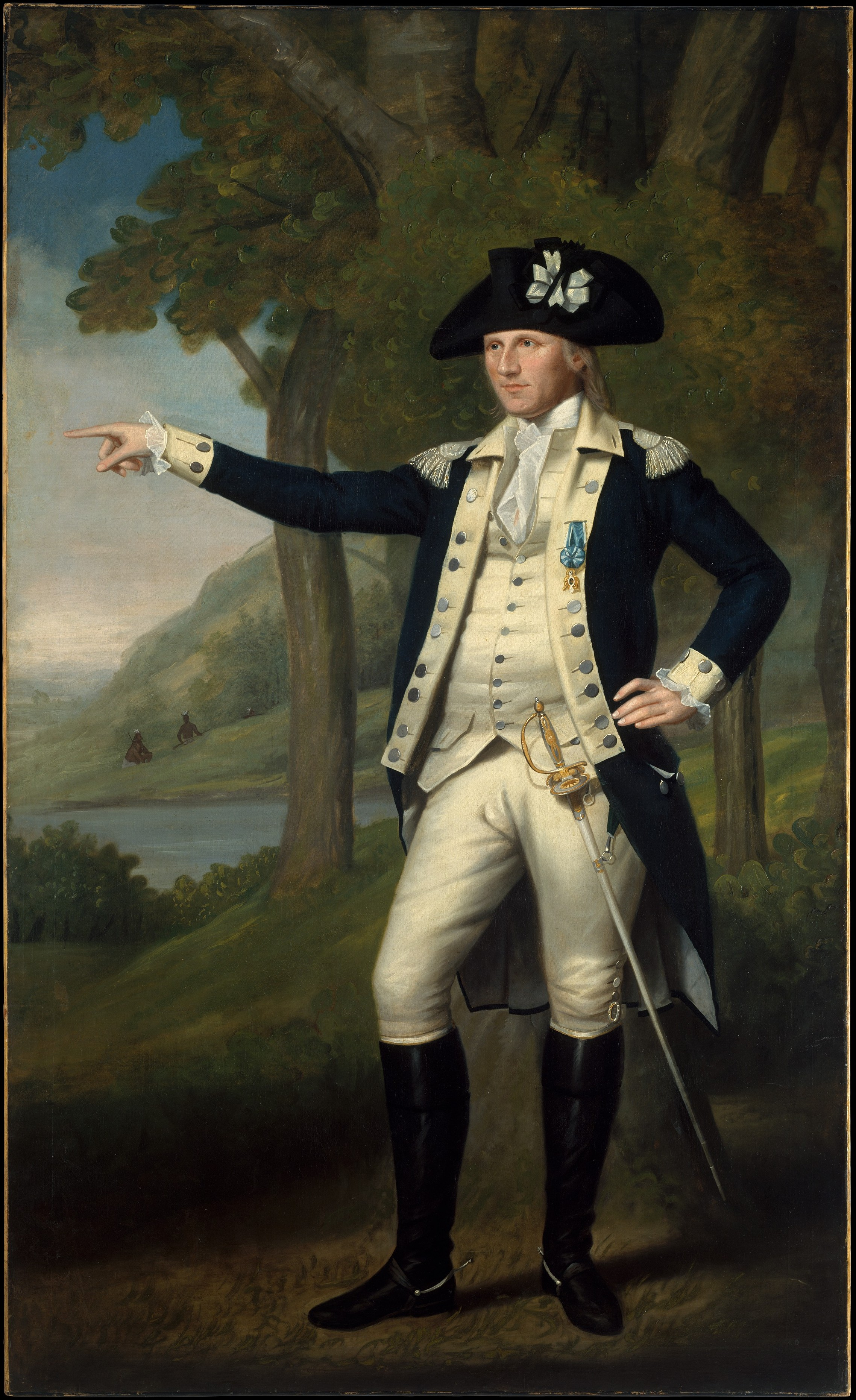
اللفتنانت كولونيل مارينوس ويليت، صورة 1791 بواسطة رالف إيرل

## ما بعد المعركة

### الوطنيون
أصيب هيركيمير بجروح خطيرة وقتل العديد من قادته، وتراجعت البقية المنهارة إلى فورت دايتون. حمله رجاله من ساحة المعركة وبُترت ساقه، لكن العملية سارت بشكل سيئ وتوفي في 16 أغسطس. استعاد الهنود معظم موتاهم في اليوم التالي، لكن العديد من القتلى والجرحى من باتريوت تُركوا في الميدان. عمود إغاثة بنديكت أرنولد سار خلال عدة أسابيع بعد ذلك، وتأثر الرجال بالرائحة الكريهة والمشهد المروع.

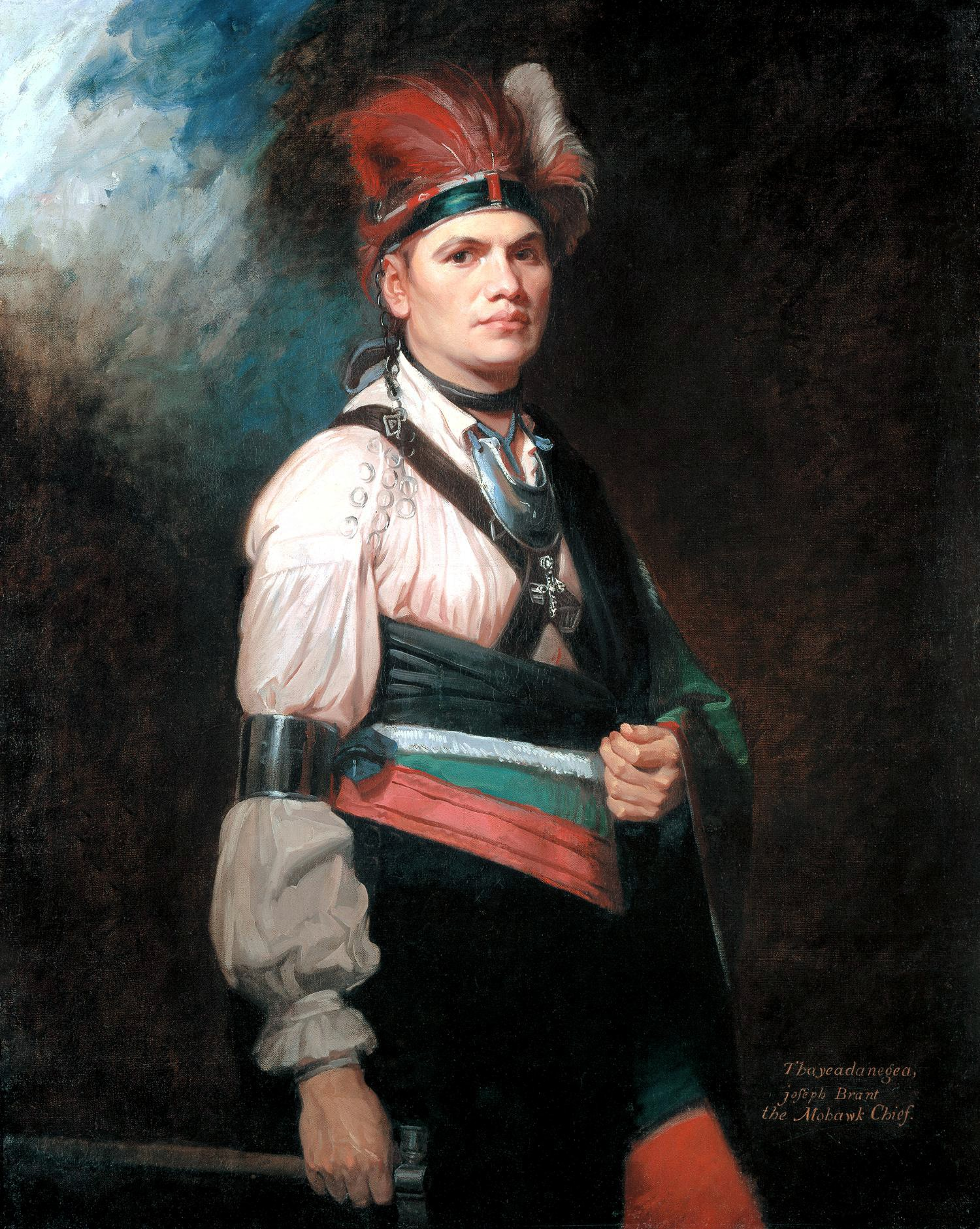
رئيس الموهوك جوزيف برانت، 1776 صورة لجورج رومني

علم الجنرال فيليب شويلر بالانسحاب من اوريسكاني وقام على الفور بتنظيم إغاثة إضافية لإرسالها إلى المنطقة. وصل عمود إغاثة أرنولد إلى حصن ستانويكس في 21 أغسطس، وأرسل رسلًا إلى المعسكر البريطاني أقنع المحاصرين البريطانيين والهنود أن قوته كانت أكبر بكثير مما كانت عليه في الواقع. تخلوا عن حصارهم وانسحبوا.

### الموالون
تمت ترقية الموالي جون بتلر إلى رتبة مقدم لدوره في المعركة، وتم تفويضه بتشكيل فوج أصبح يعرف باسم بتلر رينجرز. بعد رفع الحصار، عاد بعض الموالين إلى كيبيك بينما انضم آخرون إلى حملة بورغوين على نهر هدسون، بما في ذلك العديد من المحاربين من مختلف القبائل.

### الفائزون والخاسرون
كانت المعركة واحدة من أكثر الحروب دموية، بناءً على نسبة الضحايا الذين تكبدوا. قُتل أو جُرح ما يقرب من نصف قوة هيركيمير، وكذلك حوالي 15 في المائة من القوة البريطانية. ادعى سانت ليجيه أن المعركة كانت انتصارًا، حيث أوقف عمود الإغاثة الأمريكي، لكن الأمريكيين حافظوا على سيطرتهم على ساحة المعركة بعد انسحاب الهنود المعارضين.
خفف الانتصار البريطاني بسبب استياء الهنود بعد المعركة. عندما انضموا إلى الحملة، توقعوا أن تقوم القوات البريطانية بمعظم القتال، لكنهم كانوا المقاتلين المهيمنين في هذا العمل، وعانى البعض من فقدان ممتلكاتهم الشخصية أثناء الغارة الأمريكية من الحصن. هذه الضربة المعنوية ساهمت في فشل حملة سانت ليجر في نهاية المطاف.